# Richter

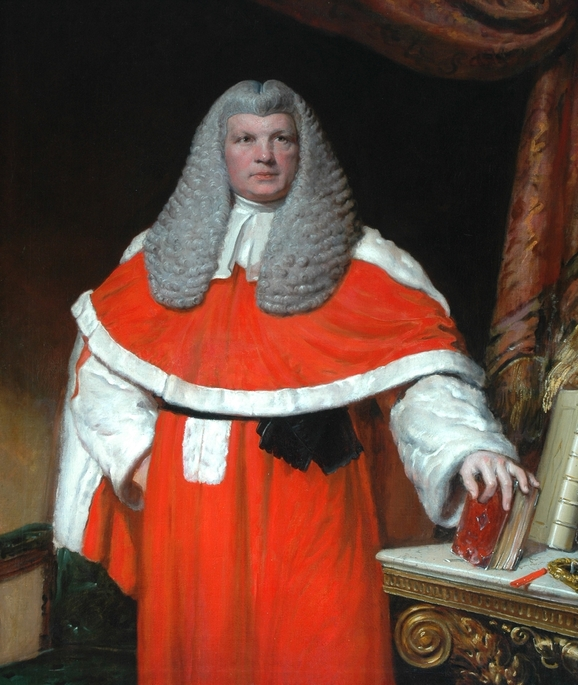
Porträt eines englischen Richters des 19. Jahrhunderts in Amtstracht

Ein Richter oder eine Richterin ist der Inhaber eines öffentlichen Amtes bei einem Gericht, der Aufgaben der Judikatur (Rechtsprechung) wahrnimmt. Abhängig von Ort und Zeit in der Geschichte ist das Amt des Richters mit unterschiedlichsten Anforderungen, Rechten, Pflichten und Privilegien verbunden.

## Aufgabe
Aufgabe des Richters ist die Rechtsprechung, also die Subsumtion (Unterordnung des Sachverhaltes unter die Voraussetzungen der Norm) ihm vorgetragener Lebenssachverhalte unter das Recht, in der Regel gefolgt von der Ableitung eines rechtskonformen und idealerweise gerechten Urteils für alle beteiligten Parteien. Im Privatrecht bedeutet dies normalerweise die Ausdeutung von Rechten und Pflichten zwischen mehreren Parteien, im Strafrecht die Verurteilung (oder den Freispruch) des oder der Angeklagten, im öffentlichen Recht die Beurteilung von Rechten und Pflichten zwischen Staat und Individuum. Eine Zuspitzung dieser Tätigkeit findet sich auch im lateinischen Prozessgrundsatz da mihi factum, dabo tibi ius („Gib mir die Tatsache, ich werde dir [daraus folgend] das Recht geben“).
Sofern das Gesetz es vorsieht, obliegt dem Richter auch die vorgängige Ermittlung des dem Urteil zu Grunde liegenden Sachverhalts. Dies trifft insbesondere auf das Strafrecht zu, wo die Offizialmaxime gilt. Im größten Teil des Privatrechts gilt demgegenüber die Dispositionsmaxime, nach der die Parteien den zu beurteilenden Sachverhalt selbst bestimmen.

## Geschichte
Als Ausdruck der Vertretung staatlicher Gewalt ist das Amt des Richters verknüpft mit dem Begriff des Staates an sich. Bereits seit Urzeiten wird es Menschen gegeben haben, die aufgrund einer ihnen zugeschriebenen Autorität Streit zwischen anderen Menschen geschlichtet haben. Erst mit der Entwicklung einer organisierten Staatsstruktur ergab sich indessen die Tätigkeit des Richters als Amt.
Eines der ersten Zeugnisse eines solchen Richteramts stammt – in Form des Codex Hammurapi – aus dem 18. Jahrhundert v. Chr. und Babylon. Der Codex, eine in Stein gemeißelte Gesetzessammlung, beauftragt zu seiner Durchsetzung Richter und auferlegt ihnen detaillierte Anweisungen zur Rechtsprechung. Das Amt des Richters wurde durch den Statthalter oder den König selbst wahrgenommen. Im Römischen Reich gehörte die Praetur, deren Inhaber für die Gerichtsbarkeit in Rom zuständig waren, zum Cursus honorum, also zur traditionellen Ämterlaufbahn römischer Politiker.
Der Richter war über Jahrhunderte zumeist auch Inhaber anderweitiger Gewalt, sei es faktischer Natur (in der Person des Befehlshabers eines Heeres, wie bei der Prätur) oder in der Kombination mit Befugnissen der Rechtssetzung oder -durchsetzung. Selbst bei Richtern, die im Sinne der Arbeitsteilung ausschließlich Recht sprachen, lag die oberste Richtergewalt in der Despotie bzw. im Absolutismus von Gesetzes wegen beim Staatsoberhaupt. Er oder sie konnte alle Urteile umstoßen. Die niedere Gerichtsbarkeit wurde dennoch an lokale Verwalter (in Westeuropa zum Beispiel in der Form von Schultheiß, Vogt oder Meier) übertragen. Auch ihnen kam damit Richterstatus zu.
Erst mit dem Gedanken der Gewaltenteilung, wie er von John Locke und Montesquieu formuliert wurde, entstand die Einsicht, dass Macht zu ihrer Kontrolle geteilt werden muss. Die hiermit verbundene Unabhängigkeit der Judikative von Exekutive und Legislative führte dazu, dass das Amt des Richters unabhängig von Amtsträgern der anderen Gewalten wurde.

## Richtereigenschaften nach Rechtsstaatsverständnis
Im Verständnis des modernen Rechtsstaats hat ein Richter diverse Anforderungen zu erfüllen, die sich vor allem aus dem Recht auf ein faires Verfahren herleiten. Es sind dies insbesondere:
Gesetzlichkeit
Den Parteien eines Verfahrens ist der gesetzliche Richter zu garantieren. Hiermit wird gesagt, dass ein Fall vom Gericht nicht irgendeinem verfügbaren Richter zugewiesen werden darf, sondern dass dieser Richter schon vorab aufgrund abstrakter Kriterien festgelegt sein muss.
Unbefangenheit
Der Richter muss unbefangen sein, das heißt, er darf kein eigenes Interesse am Ausgang des Verfahrens haben. Dies hätte er beispielsweise dann, wenn eine der Parteien mit dem Richter verwandt ist. Unerheblich ist, ob sich die Befangenheit zu Gunsten oder zu Lasten der betreffenden Partei auswirkt.
Keine Zugehörigkeit zu einer anderen Staatsgewalt
Um eine Machtkonzentration zu verhindern, darf ein Richter (als Angehöriger der Judikative) nicht gleichzeitig ein Amt in einer der beiden anderen Staatsgewalten (Legislative, Exekutive) innehaben.
Wahl oder Ernennung
Ein Mensch kann sich nicht selbst zum Richter ernennen und er kann das Amt nicht erben. Viel eher ist er entweder zu wählen oder durch eine legitimierte Stelle (zum Beispiel die ihrerseits demokratisch legitimierte Exekutive) zu ernennen.
Zu diesen Vorgaben können, je nach Staat, diverse weitere Anforderungen, wie beispielsweise an das Mindestalter, den Wohnort oder die Sprachkompetenzen des Bewerbers stoßen. Ebenfalls nicht zwingend braucht die Voraussetzung einer juristischen Ausbildung zu sein (so genanntes Laienrichtertum). In vielen Kantonen der Schweiz bestehen für Richter keine Ausbildungsvorgaben – wenngleich ein Großteil in der Realität dennoch über ein Studium der Rechtswissenschaften verfügt.

## Abgrenzung
Im Zivilverfahren ist es möglich, Alternativen zum rechtlich vorgesehenen Richter zu wählen:
Der Mediator grenzt sich vom Richter dadurch ab, dass sein Verfahren (die Mediation) für alle Parteien ein freiwilliges Verfahren darstellt und er selbst über keine staatliche Autorität verfügt. Das Ergebnis einer Mediation – insofern überhaupt eines erzielt wird – ist für die Parteien daher nicht verbindlich.
Der Schiedsrichter (im juristischen Sinn) ist ein von den Parteien bestimmter Richter. Sein Urteil ist für die Parteien (aufgrund gemeinsamer Willenserklärung) verbindlich, er ist jedoch nicht der gemäß prozessualen Regeln zuständige Richter.
Kein Richter im eigentlichen Sinne ist der Scharfrichter. Viel eher ist er – im Strafrecht – die Person, die eine Todesstrafe zu vollziehen hat. Da er die verurteilte Person nach dem Richter bildlich gesprochen noch einmal richtet, wurde er in früheren Zeiten auch „Nachrichter“ genannt.
Auch der Untersuchungs- und der Ermittlungsrichter sind keine Richter im engeren Sinne. Ihre Aufgabe besteht bzw. bestand in der Durchführung der Ermittlungen als Vorarbeit zum eigentlichen Strafprozess.

## Bekleidung

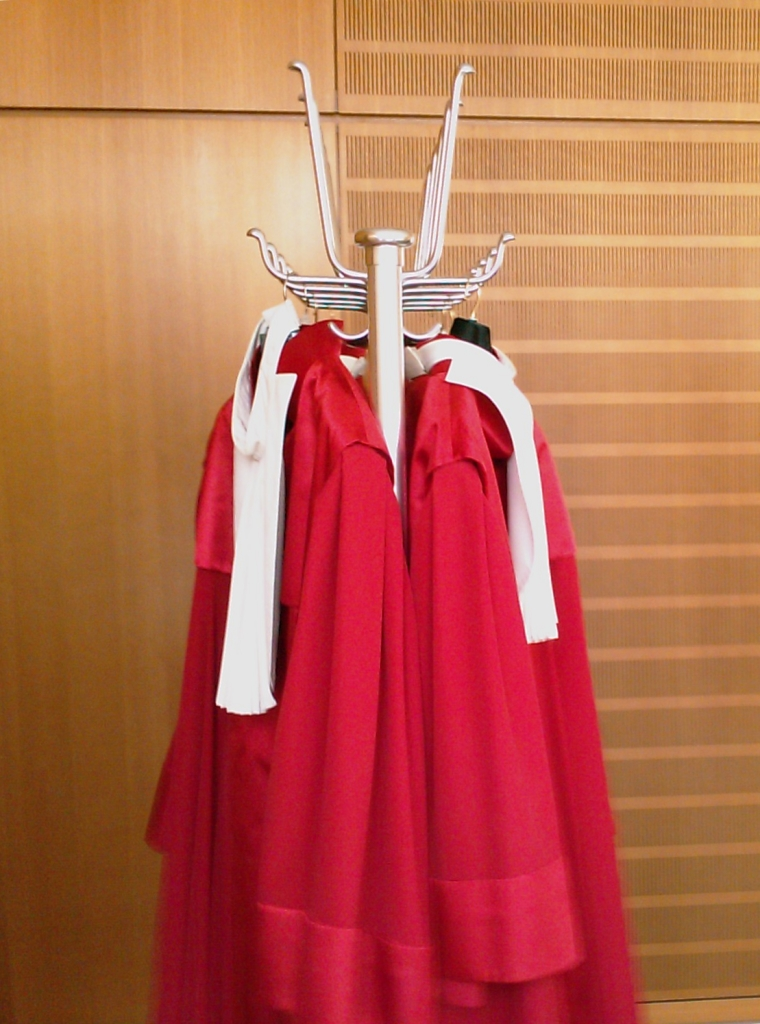
Richterroben des deutschen Bundesverfassungsgerichts

Je nach Land (und teilweise selbst in untergeordneten geografischen Einheiten) existieren unterschiedliche Vorgaben an die Bekleidung amtierender Richter. Auch möglich ist, dass gar keine Vorgaben gemacht werden.
Im Bereich des Common Law (beispielsweise im Vereinigten Königreich oder in Australien) und zurückgehend auf englische Adlige, die als Richter amteten, tragen Richter häufig eine Allongeperücke. Hierzu kommt eine Robe bzw. ein Talar als Amtstracht.
In Kontinentaleuropa tragen Richter (heutzutage) keine Perücken (mehr), wohl aber teilweise noch Roben bzw. Talare. Gerade in Deutschland werden diese teilweise durch Baretts ergänzt. Anhand der Ausführung der Bekleidung (Farbe, Material, Kragen usw.) kann es je nach Rechtsordnung möglich sein, den Träger einer bestimmten Kategorie (Richter eines höheren bzw. niederen Gerichts oder auch einem anderen Stand, wie dem des Anwalts) zuzuordnen.

## Anrede
Richter werden bei ihrer Amtstätigkeit in vielen Ländern nicht mit dem Namen, sondern, insbesondere in Österreich, einem Titel angesprochen. Neben dem aus Film und Fernsehen bekannten „Euer Ehren“ im Common Law (vorwiegend Vereinigtes Königreich und Vereinigte Staaten) existiert beispielsweise in Deutschland die Anrede „Herr Vorsitzender“/„Frau Vorsitzende“ und in Österreich die Anrede „Frau Rat“ bzw. „Herr Rat“.

## Salomo
Als Inbegriff des gerechten Richters gilt der (historisch nicht gesicherte) biblische König Salomo (Schelomo im Judentum bzw. Prophet Suleiman nach dem Koran), nach dem ausgewogene, kluge Urteile als Salomonisches Urteil bezeichnet werden.